# خاندان جنگ‌جویان ۴
سلسله جنگجویان ۴ یک بازی ویدیویی هک اند اسلش و چهارمین قسمت از سری Dynasty Warriors است. Dynasty Warriors 4 توسط Omega Force توسعه یافته و توسط Koei منتشر شده‌است. این بازی بر روی پلی استیشن ۲ و ایکس باکس در دسترس است و بر اساس مجموعه ای از کتاب‌ها به نام Romance of the Three Kingdoms نوشته شده توسط Luo Guanzhong ساخته شده‌است. با پیشرفت سریال، از داستان واقعی رمانس سه پادشاهی دورتر شده‌است، اما در عوض اطلاعات بیشتری در مورد چگونگی پیشرفت خط داستانی به کاربر داده‌است. هنگامی که در ژاپن به عنوان Shin Sangokumusou 3 منتشر شد، در جدول فروش در صدر جدول فروش قرار گرفت، بیش از یک میلیون نسخه در طی نه روز فروخت، و به‌طور متوسط ۷۸ از ۱۰۰ را در بررسی‌های متاکریتیک دریافت کرد.
ابتدا در مارس ۲۰۰۳ بر روی پلی استیشن ۲ منتشر شد، سپس در سپتامبر همان سال برای ایکس باکس پورت شد و در سال ۲۰۰۵ با نام Dynasty Warriors 4 Hyper به رایانه شخصی منتشر شد. دو الحاقیه برای نسخه پلی استیشن ۲ بازی منتشر شد، Xtreme Legends و Empires. در حالی که Xtreme Legends از بازیکن می‌خواهد از دیسک اصلی Dynasty Warriors 4 برای دسترسی به همه ویژگی‌های آن استفاده کند، Empires یک بازی مستقل است که می‌تواند بدون دیسک اصلی بازی کند. این بازی اولین بازی از سری Dynasty Warriors است که بسته الحاقی Empires را معرفی می‌کند و دومین بازی شامل عنوان Xtreme Legends است. این الحاقات برای نسخه ایکس باکس بازی در دسترس نیستند.

## گیم پلی
Dynasty Warriors 4 با اضافه کردن شخصیت‌های جدید، حالت‌های بازی جدید و یک «حالت ویرایش» کاملاً جدید، نسخه‌های قبلی خود را گسترش می‌دهد. رویدادهایی که در میدان نبرد در بازی رخ می‌دهد و ممکن است بیشتر به چیزها واکنش نشان دهند.
هدف اکثر مراحل در Dynasty Warriors 4 شکست دادن فرمانده دشمن است. بازیکن باید راه خود را از طریق مرحله طی کند و افسران و نیروهای دشمن را شکست دهد و در عین حال تلاش کند فرمانده خود را زنده نگه دارد. برخی از مراحل دارای اهداف ثانویه ای هستند که بازیکن باید آنها را کامل کند تا مرحله را آسان‌تر کند، ویژگی‌های جدید را باز کند یا در مراحل بعدی کمک کند. هر شخصیت قابل بازی دارای سلاح منحصر به فرد و توانایی‌های فردی فوق بشری است. دامنه هر مرحله به هر طرف اجازه می‌دهد هزاران سرباز در میدان نبرد داشته باشد. این بازی از یک سیستم ترکیبی نسبتاً ساده استفاده می‌کند تا بازیکنان بتوانند حملات زنجیره ای را با هم انجام دهند. بالاترین ترکیب حمله ممکن ۱۰ است. و طراحی شخصیت‌ها و حرکات حمله جدید نیز در این بازی پرطرفدار به روز می‌شوند و آسیب بیشتری به جا می‌گذارند و مهارت شخصیت‌های شما را آسان‌تر می‌کنند.
افسران شروع کننده قابل بازی عبارتند از لیو بی، ژانگ فی و گوان یو برای پادشاهی شو. Xiahou Dun, Cao Cao, Xiahou Yuan برای پادشاهی وی. و Sun Shang Xiang, Huang Gai، و Sun Jian برای پادشاهی Wu. این امکان وجود دارد که شخصیت‌های جدید از پادشاهی‌های دیگر را باز کنید و همچنین از یک شخصیت ساخته شده توسط بازیکن در هر یک از کمپین‌ها استفاده کنید. «حالت ویرایش» جدید به بازیکنان این امکان را می‌دهد که از مجموعه‌ای از ویژگی‌ها، حرکات و سلاح‌های مختلف، یک افسر برای استفاده در «حالت Kaiba» ایجاد کنند. حالت و حرکت شخصیت‌ها تحت تأثیر جنسیت و سلاحی است که بازیکن برای حمل و استفاده از آنها انتخاب کرده‌است. حرکات سلاح‌ها از افسران از قبل موجود و همچنین از دو شخصیت حذف شده از سلسله جنگجویان ۴ که در سلسله جنگجویان ۳ بودند گرفته شده‌است: فو شی و نو وا. برخی از شخصیت‌ها با انجام اهداف جانبی اختیاری باز می‌شوند. اکثر آنها با انجام نبردهای خاص در طول گیم پلی باز می‌شوند. حداکثر تعداد کاراکترهای قابل بازی ۴۲، ۴۶ با کاراکترهای ایجاد شده‌است.
هر شخصیت قابل بازی در بازی قابلیت تجهیز آیتم‌ها را دارد. سلاح‌ها در بازی، بر خلاف نسخه‌های قبلی خود، در سطوح به دست می‌آیند. برخی موارد فقط در مراحل خاصی یافت می‌شوند، اما تنها در صورت تکمیل یک هدف قابل دستیابی هستند. گاهی اوقات ممکن است هدف بسیار ساده باشد، اما برخی از آنها ممکن است به این راحتی‌ها نباشند که چگونه می‌توان یک مورد خاص را به دست آورد. با شکست دادن ژنرال‌ها و ستوان‌ها، کاراکتر بازیکن با توجه به سختی هر افسر و میزان شکست آنها، تجربه ای به او تعلق می‌گیرد. این تجربه در پایان سطح تخصیص داده می‌شود و به بازیکن اجازه می‌دهد تا ویژگی‌های خود را افزایش دهد یا فرم‌های جدیدی به دست آورد. هر افسر قابل بازی دارای ۹ سطح برای دستیابی با سلاح استاندارد خود است، در حالی که سطح ۱۰ از طریق الزامات ویژه درون بازی قابل دسترسی است، و در سختی «سخت»، که مانند اکثر بازی‌ها خسته کننده است، دشواری سخت‌تر است. مشتاق به دست آوردن آیتم‌ها می‌توانند اثرات متعددی مانند افزایش قدرت حمله، دفاع و سرعت حرکت بر روی بازیکن داشته باشند. همچنین می‌توانید سطح سلامتی خود را برای جلوگیری از کشته شدن و داشتن «بازی تمام شده» با به‌دست آوردن «میت‌بُن‌های چینی» که در ابتدا مانند هر بازی دیگری در فرنچایز موفق Dynasty Warriors شبیه پیاز هستند، بازیابی کنید. شما همچنین می‌توانید تقویت آیتمی را دریافت کنید که مهارت خاصی را ۲ تا فقط برای مدت محدود افزایش می‌دهد. شما همچنین می‌توانید بسته‌های شراب و بسته‌های گوشت چینی را در مراحل خاصی در مکان‌های خاصی در طول بازی دریافت کنید. همان‌طور که در بالا گفته شد، آیتم‌های ویژه را نیز می‌توان با تکمیل اهداف در طول بازی باز کرد. آیتم‌های ویژه می‌توانند به بازیکن افزایش آمار، توانایی یا مهارت منحصربه‌فرد یا حتی یک اسب سواری مانند فیل یا اسب بدهد.
«حالت Musou»، حالت اصلی مبارزات انتخاباتی، دارای کمپین‌های جداگانه برای هر پادشاهی است تا یک «حالت Musou» جداگانه برای هر شخصیت، همان‌طور که در Dynasty Warriors 3 نشان داده شده بود، که باز کردن شخصیت‌های مورد علاقه‌اش را برای بازیکن خسته‌کننده‌تر می‌کرد؛ بنابراین، Dynasty Warriors 4 Mosou Modes برای بازیکن آسان‌تر است تا قفل شخصیت‌های مورد علاقه خود را باز کند. در حالی که خط داستان هنوز خطی است، «حالت Musou» نسبتاً باز است به این معنا که بسته به اقدامات کاربر، رویدادهای مختلفی رخ می‌دهد، مانند باز کردن قفل شخصیت‌های جدید برای استفاده یا پادشاهی‌های جدید. پادشاهی‌های بازشدنی بازی شامل پادشاهی‌های وو، شو و وی می‌شوند و شخصیت‌های بازشدنی شامل جنگ‌سالارانی هستند که در کتابی که سری بازی بر اساس آن ساخته شده‌است، یعنی Romance of the Three Kingdoms شکست خورده‌اند.
از ویژگی‌های بازی می‌توان به میدان‌های نبرد بزرگ، تعداد زیادی دشمن و افسر برای شکست دادن و نتایج متعدد برای هر مرحله اشاره کرد. سطوح خاصی از موتور محاصره (ویژگی جدید سری) استفاده می‌کنند و تجهیزات محاصره تخصصی مانند لایه‌های پل، ضربات قوچ‌ها و منجنیق‌ها را به صحنه معرفی می‌کنند. اگرچه برای تکمیل مراحل ضروری نیست، اما داشتن سلاح محاصره باعث افزایش روحیه برای نیروهای بازیکن می‌شود و به موفقیت بازیکن کمک می‌کند.
سیستم روحی بازی مشابه بازی‌های قبلی Dynasty Warrior است. با انجام یکسری اقدامات مثبت برای ارتش بازیکن، روحیه افزایش و کاهش می‌یابد. اقداماتی که این اثر را ایجاد می‌کند شامل شکست دادن دشمنان در مضرب پنجاه، شکست دادن افسران دشمن و تکمیل رویدادهای ویژه مانند کمین، حملات محاصره و یافتن سنگرهای دشمن است. روحیه در بازی تأثیر زیادی روی نیروهای بازیکن دارد و قدرت و سرعت آنها و همچنین توانایی آنها در انجام حملات بروالد را تعیین می‌کند. روحیه همچنین بر نحوه حرکت شخصیت‌های CPU در طول جنگ تأثیر می‌گذارد. مثال: متحد Oxenstiernas برنده است. آنها بیشتر به دشمن حمله می‌کنند و دشمنان را در مسیر نابود می‌کنند. آنها ممکن است متوقف شوند یا نشوند اگر روحیه ارتش‌های متخاصم به شکست کاهش یابد. احتمال بیشتری وجود دارد که متوقف شوند و در جایی که هستند بمانند یا به طرف متحد میدان نبرد فرار کنند.
گاهی اوقات، زمانی که بازیکن با افسر دشمن روبرو می‌شود، افسر آنها را به یک دوئل یک به یک دعوت می‌کند. اگر بازیکن بپذیرد، آنها به یک میدان کوچک دور از میدان اصلی نبرد منتقل می‌شوند، جایی که مبارزه تن به تن با افسر انجام می‌شود تا زمانی که هر کدام پیروز شوند یا زمان تمام شود. اگر بازیکن رد شود، روحیه شما پایین می‌آید. در صورت پیروزی بازیکن، روحیه آنها بالا می‌رود و افسر دشمن از میدان جنگ حذف می‌شود. اگر چالش افسران را بپذیرید شکست دادن آنها در دوئل دشوارتر می‌شود.

## طرح

#### تنظیمات
Dynasty Warriors 4 در چین باستان و در دوران سه پادشاهی می‌گذرد. بازی در سقوط سلسله هان، کمی قبل از مرگ امپراتور لینگ آغاز می‌شود، زمانی که شورش عمامه زرد به رهبری ژانگ جیائو قیام علیه امپراتوری را آغاز کرد. تعدادی از عناصر بازی بر اساس جنبه‌هایی از اساطیر چینی ساخته شده‌اند و ترکیبی بین واقعیت و تخیل وجود دارد زیرا بازی بر اساس داستان Romance of the Three Kingdoms ساخته شده‌است.
گزارش شده‌است که بسیاری از مکان‌ها، شخصیت‌ها و رویدادهای Dynasty Warriors 4 در تاریخ چین رخ داده‌اند، اگرچه بسیاری از آنها اغراق شده‌اند تا بازی برای بازیکن جذاب‌تر شود. برخی از ویژگی‌ها نیز وجود دارد که از نظر تاریخی نادرست هستند. این بازی دارای محیط‌هایی شبیه به چین باستان و آیتم‌های مختلفی از آن دوران است. آیتم‌های رایج در طول بازی عبارتند از Fairy Wine و Dim Sum's.

#### مراحل
بسیاری از مراحل بازسازی نبردهای قابل توجهی است که به صورت تاریخی یا از رمان عاشقانه سه پادشاهی وجود دارد، در حالی که خلاقیت‌های اصلی با قسمت‌های جدیدتر رایج‌تر شدند. البته، میدان‌های نبرد بازتولید دقیق مکان‌های اصلی نیستند، زیرا تأسیسات، ساختمان‌ها و سایر تأسیسات جدیدتر در بالای آنها ساخته شده‌اند. به عنوان مثال، He Fei، یک سایت کلیدی هم در بازی و هم در بافت تاریخی، توسعه یافته و به یک منطقه شهری گسترش یافته‌است، که تکرار دقیق آن را غیرممکن می‌کند. در عوض، سطوح به گونه‌ای طراحی شده‌اند که به‌طور مبهم دقیق باشند و بیشتر بر بیان خلق و خو و اثرات تمرکز دارند. این‌ها در هر بازی دوباره استفاده نمی‌شوند، بلکه در هر بازی Dynasty Warriors به روز می‌شوند، بسته‌های افزونه بازی‌ها را ذخیره کنید - در این مورد Dynasty Warriors 4: Xtreme Legends و Dynasty Warriors 4: Empires

#### شخصیت‌ها
| دودمان شو   | سائو وی     | ووی شرقی        | دیگر       |
| گوان یو     | سائو سائو   | Da Qiao         | Diao Chan  |
| Huang Zhong | Cao Ren     | Gan Ning        | Dong Zhuo  |
| Jiang Wei   | Dian Wei    | Huang Gai       | لو بو      |
| لیو بی      | سیما یی     | Lu Meng         | Meng Huo   |
| Ma Chao     | Xiahou Dun  | Lu Xun          | یوآن شائو  |
| Pang Tong   | Xiahou Yuan | سون تسه         | Zhang Jiao |
| Wei Yan     | Xu Huang    | سون جیان        | Zhu Rong   |
| Yue Ying    | Xu Zhu      | سون کوان        |            |
| جانگ فی     | Zhang He    | Sun Shang Xiang |            |
| جائو یون    | Zhang Liao  | Taishi Ci       |            |
| ژوگه لیانگ  | Zhen Ji     | Xiao Qiao       |            |
|             |             | Zhou Tai        |            |
|             |             | Zhou Yu         |            |

توجه: فو هسی و نیو کوآ در DW4 حذف شدند.

#### داستان
اگرچه Dynasty Warriors 4 اجازه می‌دهد تا برخی از بازیکنان در مورد چگونگی باز شدن داستان اطلاعاتی داشته باشند، "Musou Modes" سه پادشاهی اصلی وقایع اصلی داستان Romance of the Three Kingdoms را دنبال می‌کنند.

#### داستان هان و نیروهای متفقین
در سال ۱۸۴ پس از میلاد، با فساد و فقر در سلسله هان، ژانگ جیائو و یک فرقه مذهبی معروف به راه صلح، شورشی را در چین آغاز کردند و صدها هزار پیرو را به خود جذب کردند. در پاسخ به این تهدید، نایب السلطنه مارشال هو جین ژنرال‌هایی را از سراسر زمین برای مبارزه با «شورش عمامه زرد» جمع می‌کند. در میان داوطلبان نیروهای هان، کائو کائو از چانگان، سون جیان از جیانیه و لیو بی هستند. نیروهای هان می‌توانند ژانگ لیانگ را که در حال محاصره هوانگ فو سونگ در قلعه شیاپی است، نابود کنند. آنها به بیرون راندن ژانگ بائو از قلعه خود در هی نان یین ادامه می‌دهند و کل ارتش هان بر خود ژانگ جیائو در استان جی پیروز می‌شود (اگر ژانگ جیائو از نبرد عقب‌نشینی کند، یکی از نیروها، وی، وو یا شو، این کار را انجام خواهد داد. ژانگ جیائو و ژانگ لو را در هانژونگ شکست دهید).
با مرگ ژانگ جیائو و پیروانش، این دونگ ژوئو است که قدرت را در دربار امپراتوری به دست می‌گیرد. به دنبال لو بو و دیائوچان، او امپراتور شیان را به بردگی می‌کشد و خود را به جای هو جین متوفی نایب السلطنه می‌کند. در سال ۱۹۰ پس از میلاد، نجیب‌زاده قدرتمند یوان شائو، ارتشی از جنگجویان را از سراسر سرزمین، از جمله کائو کائو، سون جیان، لیو بی، گونگسون زان و بسیاری از جنگجویان تازه‌کار گرد هم می‌آورد. این نیروها لی جو و هوآ شیونگ را در دروازه سی شویی شکست می‌دهند و یک سال بعد در دروازه هولائو، دونگ ژو و لو بو را شکست می‌دهند. دونگ ژوو زنده می‌ماند و لویانگ را می‌سوزاند.

#### داستان شو
پس از شکست دادن دونگ ژو، لیو بی و برادران قسم خورده اش ژانگ فی و گوان یو مجبور به سرگردانی در زمین در جستجوی خانه می‌شوند. از آنجایی که مردم لیو بی را دوست دارند، کائو کائو قصد دارد او را نابود کند. در سال ۲۰۰ پس از میلاد، گوان یو پس از یک فرار ("قصه ها") به لیو بی بازمی‌گردد و از دروازه‌های بسیاری به کشتی‌های روی رودخانه می‌گذرد. در Ru Nan ("قصه ها")، لیو بی توسط Guan Yu دوباره به او ملحق می‌شود و اکنون ژائو یون او را دنبال می‌کند، که او را از پیشروی پیاده‌نظام نجات می‌دهد. کائو کائو شکست خورده‌است، اما لیو بی باید به سرگردانی خود ادامه دهد. در سال ۲۰۸ پس از میلاد، لیو بی‌استعدادی در یک استراتژیست به نام ژوگه لیانگ پیدا کرد، که پس از سه بار ملاقات لیو بی با او موافقت کرد. ژوگه لیانگ با شکست دادن ارتش کائو کائو در یک سری کمین در نبرد بو وان پو ارزش خود را ثابت می‌کند و لیو بی پس از نبرد چانگبان با موفقیت به سون جیان در وو فرار می‌کند، جایی که ژائو یون پسرش را نجات داد. سون جیان موافقت می‌کند که به لیو بی در هدفش برای شکست دادن کائو کائو کمک کند، و استراتژیست وو، ژو یو با ژوگه لیانگ متحد می‌شود تا یک حمله آتش را اجرا کنند که ناوگان کائو کائو را در نبرد چی بی نابود کرد.
پس از چی بی، لیو بی بر ساختن پادشاهی خود تمرکز کرد. او پس از درخواست مردم برای راهنمایی او قلعه لو را از پسر عمویش لیو ژانگ تحویل گرفت (اگرچه او پانگ تانگ را از دست داد)، و همچنین استان جینگ را پس از شکست هان ژوان از چانگشا، لیو دو از لینگلینگ، ژائو فان از گوئیانگ و جین ژوان متحد کرد. وولینگ او پس از این نبرد هوانگ ژونگ و وی یان را به عنوان افسر به دست آورد و ارتش بزرگ او بقیه استان یی را در چنگدو در سال ۲۱۴ پس از میلاد فتح کرد. بلافاصله پس از آن، او به ما چائو در نبرد تانگ پاس ("قصه ها") در برابر کائو کائو کمک کرد و او را به عنوان ژنرال پس از چنگدو به دست آورد.
لیو بی سپس به وی یا وو حمله می‌کند، بسته به اینکه حمله آتش در چی بی موفق باشد یا نه. یا وی یا وو نبرد نهایی است که در آن به پایتخت آنها حمله می‌کنید. نبردها یکسان است.
لیو بی برای خلاص شدن از تهدید وو به مبارزات انتخاباتی در سرزمین‌های جنوبی ادامه می‌دهد، زیرا وو از شورش نانمان توسط پادشاه منگ هوئو حمایت کرده بود. در Nanzhong، او به‌طور سیستماتیک منگ هوو را در مجموع هفت بار شکست داد، زیرا Zhuge Liang هوشمندانه در برابر نیروهای زرهی Nanman مقاومت کرد و همچنین باتلاق‌های سمی را آرام کرد. پس از سرنگونی منگ هو، شو اقدام به تصرف قلعه فن از کائو رن وی کرد و همچنین نیروهای تقویتی وو را تحت رهبری لو منگ و خائنان تحت رهبری می فانگ و فو شیرن را شکست داد. نبرد نهایی با وو در نبرد یی لینگ بود، جایی که لیو بی در یک حمله آتش وو شجاعت کرد و سون جیان و افسرانش را شکست داد (اگر وو اول سقوط کرد، کشته شد). اگر وی قبل از وو شکست خورده باشد، لیو بی به سمت جیانیه حمله می‌کند و از طریق بدن سون جیان حقه دوگانه را می‌بیند و سون جیان، سان سی، سان کوان و سان شانگ شیانگ را می‌کشد.
او همچنین در کمپین‌هایی که توسط ژوگه لیانگ طراحی شده بود به وی حمله می‌کند. ژوگه لیانگ جیانگ وی را به عنوان یک ژنرال پس از منزوی کردن او و فریب دادن ژنرال وی به ما زون و فریب دادن او به این فکر می‌کند که به او خیانت می‌کند، در یک ترفند هوشمندانه در نبرد تیانشوی ("قصه ها") به دست می‌آورد. او پس از تبادل ناموفق زندانی در نبرد کوه دینگجون، وی را شکست می‌دهد و ما سو را از شکست در نبرد جیتینگ نجات می‌دهد. نبرد نهایی او با وی در نبرد دشت‌های ووژانگ است، جایی که او مرگ خود را جعل می‌کند، فقط برای کمین نیروهای وی و شکست سیما یی. اگر وو قبل از وی سقوط کرده باشد، شو به شوچانگ، پایتخت مشترک وی حمله می‌کند و آن را می‌گیرد و افسران وی تا سر حد مرگ می‌جنگند.
لیو بی با متحد کردن زمین، همراه با ژنرال‌های خود سوار بر یک راهپیمایی پیروزی می‌شود و در یک صفوف باشکوه وارد پایتخت می‌شود.

#### داستان وی
پس از شکست دونگ ژو، کائو کائو بر روی اتحاد زمین تمرکز می‌کند. او توسط دشمنان احاطه شده‌است: ژنرال دونگ ژو، لو بو، تمام نیروهای دونگ ژوئو را تسخیر کرده و قلعه شیاپی را تصرف کرده‌است. ژانگ شیو در قلعه وان شورش کرده‌است. در شمال، یوان شائو تهدید کرد که شمال را به‌طور کامل می‌بلعد. کائو کائو ژانگ شیو را در قلعه وان با نگهبانش دیان وی که دشمنان را در قلعه در حال سوختن نگه داشته بود شکست داد. کائو کائو پس از فرار، لو بو را در اتحاد با لیو بی در شیاپی در سال ۱۹۸ پس از میلاد شکست داد و ارتش او را نابود کرد و چندین افسر را به دست آورد. پیروزی نهایی کائو کائو در نبرد گواندو در سال ۲۰۰ پس از میلاد است، جایی که او ارتش یوان شائو را حتی قبل از رسیدن او نابود می‌کند.
پس از شکست دادن یوان شائو، کائو کائو به مبارزه با لیو بی، که در جستجوی یک استاد در سرزمین سرگردان است، ادامه می‌دهد. Xiahou Dun به تعقیب و شکست گوان یو، برادر لیو بی، که در تلاش برای فرار به قایق در هوانگ او ("قصه ها") است. در سال ۲۰۸ پس از میلاد، کائو کائو بر فریبکاری ژوگه لیانگ در بو وان پو پیروز شد، لیو بی در حال فرار را در چانگبان شکست داد، و ترفند حمله آتش توسط ناوگان متحد سون جیان و لیو بی در چی بی را متوقف کرد.
اگرچه دشمنان جنوبی او هنوز بسیار زنده بودند، کائو کائو به سمت شمال متمرکز شد تا ما چائو و شورشیانش را در دروازه تانگ در سال ۲۱۱ پس از میلاد ("قصه ها") در هم بکوبد. او همچنین تصمیم می‌گیرد در برابر لو بو که شیاپی را وحشت زده می‌کند، دفاع کند و در یک حمله آتش، حمله لو بو ("قصه ها") را پایان می‌دهد. ژنرال‌های کائو کائو سپس ارتش دونگ ژوو زنده را در استان جی ("قصه ها") نابود می‌کنند و او همه دشمنان خود را ریشه کن می‌کند. سپس کائو کائو، بسته به نتیجه حمله آتش چیبی، دنبال شو یا وو برود.
کائو کائو در برابر حملات شو دفاع می‌کند، شیاهو یوان پس از تبادل ناموفق زندانیان، هوانگ ژونگ را در کوه دینگ جوون در سال ۲۱۸ پس از میلاد شکست داد. سپس ژوگه لیانگ تلاش جدیدی برای رفتن به شمال انجام می‌دهد و ما سو را به عنوان زیردست منصوب می‌کند، اما ما سو در سال ۲۲۹ پس از میلاد در جیتینگ محاصره می‌شود و ارتش او توسط سیما یی، استراتژیست کائو کائو نابود می‌شود. سپس کائو کائو و سیما یی در سال ۲۳۴ پس از میلاد ژوگه لیانگ را در دشت‌های ووژانگ شکست دادند و لیو بی را شکست دادند (یا بسته به ترتیب فتح آنها را کشتند). اگر وو ابتدا سقوط کرده باشد، کائو کائو به پایتخت شو چنگدو حمله می‌کند. او وی یان را وادار می‌کند تا به نیروهایش فرار کند و ارتش وی هر دو قلعه لو و چنگدو را از نیروهای شو تصرف می‌کند و لیو بی و شبه نظامیان دهقانش کشته می‌شوند.
وی به وو که در قلعه فن به آنها حمله کرده‌است، پاسخ می‌دهد. کائو رن با موفقیت از استحکامات در برابر لو منگ دفاع می‌کند که نمی‌تواند لایه‌های محاصره ای را در برابر دیوارها قرار دهد. در شیتینگ در سال ۲۲۸ پس از میلاد، کائو شیو با کمک سیما یی که ارتش لو ژون را نابود می‌کند، از یک ترفند فرار توسط ژو فانگ جان سالم به در می‌برد. نبرد نهایی در قلعه هی فی است، جایی که ژنرال وی، ژانگ لیائو، سون جیان را در یک سری کمین شکست می‌دهد. اگر شو ابتدا شکست بخورد، وی به پایتخت جیانیه حمله خواهد کرد و با پایان یافتن سه پادشاهی، همه اعضای خانواده سان کشته می‌شوند.
سپس کائو کائو و ژنرال‌هایش یک راهپیمایی پیروزی به سمت پایتخت انجام می‌دهند که دهقانان محلی به سمت آن دست تکان می‌دهند.

#### داستان وو
شکست دونگ ژو او را در لوئویانگ رها کرده‌است، بنابراین سون جیان و ارتشش به شهر حمله می‌کنند و او را شکست می‌دهند و در این فرایند مهر امپراتوری را پیدا می‌کنند ("قصه ها"). سپس سون جیان ارتش خود را به خانه هدایت می‌کند، اما متوجه می‌شود که لیو بیائو استان جینگ را تصرف کرده‌است، یان بایهو، وانگ لانگ و لیو یونگ قلمرو وو را فتح کرده‌اند و لیو ژون با یوان شو متحد شده‌است. در سال ۱۹۲ پس از میلاد در شیانگ یانگ، سون جیان در قلعه به دام می‌افتد اما زنده می‌ماند و مهاجمان را شکست می‌دهد. ژنرال‌های او همچنین بسیاری از ژنرال‌های لیو بیائو را می‌کشند و نیروهای کمکی یوان شائو را شکست می‌دهند و لیو بیائو پس از بازجویی از اینکه چرا به جینگ حمله کرده‌است شکست می‌خورد. پسرش سان سی به فتح خود ادامه می‌دهد و به تسخیر قلمرو وو از اربابان منطقه ادامه می‌دهد. ژو یو کمپین خود را برای سرزمین‌ها برنامه‌ریزی می‌کند. با امنیت وو، خانواده سان به سمت کوه Xingshi ادامه می‌دهند، جایی که به جیانگدونگ حمله می‌کنند و ارتش لیو ژون و یوان شو را در سال ۱۹۸ پس از میلاد شکست می‌دهند. اگر فقط لیو ژون شکست بخورد، سون جیان و خانواده اش در اتحاد استان جینگ شرکت خواهند کرد و تمام شهرها را از نیروهای لیو بیائو و سه لرد وو ایمن خواهند کرد.
وو با ایمن شدن پایگاه خانگی خود به تهدیدهای خارجی توجه کرد. هوانگ زو که قبلاً از لیو بیائو حمایت کرده بود، ناوگان دزدان دریایی را برای حمله آماده کرد. پادشاه نانمان منگ هوو نشانه‌هایی از شورش در جنوب نشان داده بود. در شمال، کائو کائو ناوگانی را برای حمله به جنوب آماده کرد. سون سی و ژو یو با حمله آتش دریایی به شیاکو هوانگ زو را شکست دادند و گان نینگ را متقاعد کردند که به آنها بپیوندد و ژو یو شکست قاطعی را به نیروهای فیل منگ هوو در نانمان وارد کرد. برای رفع مشکل کائو کائو، سون جیان با لیو بی متحد شد و ناوگان کائو کائو را در چی بی شکست داد.
پس از چی بی، وو به فتوحات خود ادامه داد. بسته به نتیجه حمله آتش، آنها یا به Wei یا Shu حمله می‌کنند. قبل از هر دو، وو دونگ ژو و نیروهای ترکیبی منگ هوو را در چانگ جیانگ ("قصه ها") شکست می‌دهند.
وو قبل از اینکه ژوگه لیانگ شو بتواند Xiangyang، قلمرو نان، جیانگ لینگ و استان جینگ را از وی ایمن کند، و همچنین برای دومین (یا سومین) بار در جنوب، منگ هوو را شکست داد. نبرد نهایی آنها علیه شو در یلینگ است، جایی که آنها از یک حمله آتش استفاده می‌کنند تا لیو بی را مجبور کنند تا به قلعه بای دی عقب‌نشینی کند، جایی که سپس شکست می‌خورد (یا کشته می‌شود). اگر وی ابتدا سقوط کرده باشد، وو شوها را در چنگدو شکست خواهد داد و سرزمین‌های شو هان را اشغال می‌کند و افسران آنها را می‌کشد.
سپس وو با وی روبرو می‌شود و قلعه فن را با موتورهای محاصره می‌گیرد. لو ژون، یک استراتژیست جدید، سپس وی را در شیتینگ با یک ترفند فرار شامل ژو فانگ شکست می‌دهد. پیروزی نهایی آنها در قلعه هی فی به آنها کنترل منطقه را می‌دهد. اگر شو ابتدا سقوط کرده باشد، وو به سمت شوچانگ می‌رود و پس از محاصره آن را می‌گیرد.
ووها با زمین در دستان خود یک راهپیمایی پیروزی به سمت پایتخت دارند.

#### داستان یوآن شائو
یوان شائو با فروتنی عمامه‌های زرد و ارتش دونگ ژو به رقیب خود کائو کائو حمله کرد. یوان شائو پس از شکست دادن کائو کائو در گوان دو، وی را نابود می‌کند و همه ژنرال‌های آنها را می‌کشد. با مرگ ظالم، او بر شکست دادن لیو بی و سون جیان تمرکز می‌کند. او دو کمپین علیه آنها می‌جنگد و سون جیان را در هیفی و لیو بی را در شیاپی شکست می‌دهد. مرگ دو قهرمان به او اجازه داد کنترل کل سرزمین را در دست بگیرد.

#### داستان نانمان
نانمن هم در کمپین عمامه زرد و هم در جنگ علیه دونگ ژو غایب است. در عوض، آنها با آرامش در جنوب زندگی می‌کنند، اما چندین بار توسط مهاجمان شو شکست می‌خورند. پادشاه منگ هوو خشمگین است، اما همسرش زو رونگ او را تقویت می‌کند تا آنها را به سرزمین‌هایشان بازگرداند و آنها را نابود کند. پس از یک نبرد برای نانژونگ، منگ هوو ارتش ژوگه لیانگ را از خانه اش بیرون می‌کند.
ارتش منگ هوو برای حمله به لیو بی به سمت شمال حرکت می‌کند. با این حال، ارتش او در چانگ‌جیانگ رانده می‌شود و در نهایت به پادشاهی وو می‌رسد که توسط سان جیان اداره می‌شود. نانمن تصمیم می‌گیرد که جیانیه را از وو بگیرد و منگ هوئو هر یک از اعضای خانواده سان را به سرعت می‌کشد. با سقوط جیانیه، منگ هوو به سمت وی حمله می‌کند. او شوچانگ را دستگیر می‌کند و هر افسر وی را می‌کشد، اگرچه تلاش‌های سیما یی برای حمله به انبار تدارکات نانمان باعث هرج و مرج موقت می‌شود.
منگ هوو و ارتش نانمان او سپس به سمت چنگدو، پایتخت شو حرکت می‌کنند. نیروهای نانمان توسط ژانگ بائو و گوان سوئو که نانمان را برای دفاع از میراث پدرانشان (به ترتیب ژانگ فی و گوان یو) نگه می‌دارند، از پل‌ها عقب نگه داشته می‌شوند. منگ هوو آخرین ژنرال شو را می‌کشد و سرزمین را فتح می‌کند.

#### داستان لوبو
لو بو برای دونگ ژو در نبرد سی شویی گیت می‌جنگد و با مهاجمانی که قرار است او را سرنگون کنند مبارزه می‌کند. لو بو سپس ائتلاف را در دروازه هو لائو شکست می‌دهد، اما آنها هنوز تمام نشده‌اند. همچنین، او متوجه می‌شود که دونگ ژو واقعاً یک هیولا است و در قلعه وان شورش را آغاز می‌کند و او را از پا درمی‌آورد. او که اکنون فرماندهی ارتش دونگ ژوئو را بر عهده دارد، در چندین لشکرکشی کائو کائو، لیو بی و سون جیان را شکست داده و زمین را در اختیار می‌گیرد.

#### داستان دونگ ژو
دونگ ژو متوجه می‌شود که ائتلاف یوان شائو بالاخره شروع به حمله کرده‌است و آنها را در دروازه سی شویی و دروازه هو لائو شکست می‌دهد. پس از آن، لو بو را که می‌خواهد علیه او شورش کند، شکست داده و شورشیان را شکست می‌دهد. آخرین اقدام او نابودی کائو کائو، لیو بی و سون جیان در گواندو، شیاپی و هفی است. او در راهپیمایی پیروزی به پایتخت می‌رود و زمین را تصاحب می‌کند.

#### داستان عمامه زرد
ژانگ جیائو، رهبر شورش عمامه زرد، متوجه می‌شود که ارتش هان بالاخره حرکت کرده‌است و آنها برای حمله به او آماده می‌شوند. او سون جیان، لیو بی و کائو کائو را در یک سری مبارزات به ترتیب در هیفی، شیاپی و گواندو شکست می‌دهد. او سپس هان را در قلعه شیاپی که توسط هوانگفو سانگ در دست داشت شکست می‌دهد و سپس ژو جون را در هی نان یین شکست می‌دهد. در نهایت، او ائتلاف (شامل دونگ ژوو و لو بو) را در استان جی شکست می‌دهد و هان‌ها به پا می‌افتند. افراد او وارد پایتخت می‌شوند، زیرا راه صلح سرزمین را تصرف کرده‌است.

## توسعه
با توجه به موفقیت Dynasty Warriors 3، Omega Force توسعه دنباله Dynasty Warriors 4 و توسعه‌های آن را آغاز کرد. چهارمین بازی از این سری اولین بازی بود که توسعه Empires را معرفی کرد، اما توسط همان شخصی که Dynasty Warriors 4 را طراحی کرد، Tomohiko Sho، طراحی نشد. اگرچه او طراح همه بازی‌های Dynasty Warriors نبود، اما معمولاً به عنوان برنامه‌ریز در تولید آن‌ها شرکت داشت. Omega Force تحت نظر Koei به عنوان یک تیم توسعه داخلی کار می‌کند و عمدتاً روی سری Dynasty Warriors و Samurai Warriors متمرکز شده‌است. شباهت‌هایی بین این دو سری ذکر شده‌است، مانند Xtreme Legends و Empires Expansion، و همچنین صداپیشگان مشابهی که در تعدادی از بازی‌های هر سری استفاده شده‌است. صداهای تکرار شده بین بازی‌ها عبارتند از Beau Billingslea, Steven Jay Blum و Richard Epcar.

#### نقدها و نمرات
قبل از انتشار اصلی Dynasty Warriors 4 پس از پیش‌نمایش GameSpot UK دو ماه قبل از انتشار بازی، امیدوارکننده بود. اگرچه هنوز هم بسیار شبیه به عنوان‌های قبلی این سری است، اما موتور گرافیکی آن بهینه شده و گیم پلی بازی گسترش یافته و شخصیت‌ها و مراحل بیشتری را در خود جای داده‌است.
پس از انتشار، نرخ فروش بالایی در ژاپن داشت و مدت کوتاهی پس از انتشار بیش از یک میلیون نسخه فروخت. انتشار آن در ایالات متحده به اندازه ژاپن هیاهو ایجاد نکرد، عمدتاً به این دلیل که بازار سری Dynasty Warriors در آنجا کوچکتر است، اما همچنان فروش نسبتاً خوبی داشت و همراه با فروش ژاپنی Dynasty Warriors 4 وارد نمودارهای برتر شد. در زمان خود Dynasty Warriors 4 توانسته‌است به پنجمین بهترین بازی همکاری IGN در PS2 تبدیل شود. این بازی ۲٫۲ میلیون نسخه فروخته‌است. این بازی به دلیل شباهت زیادی به بازی‌های قدیمی این سری و حفظ برخی ویژگی‌هایی مانند مه‌آلودگی و گیم‌پلی تکراری مورد انتقاد قرار گرفته‌است. حتی با وجود این اشکالات، Koei دو الحاقیه برای Dynasty Warriors 4 Xtreme Legends و Dynasty Warriors 4 Empires منتشر کرد. همچنین به عنوان نسخه Hyper به ایکس باکس و رایانه شخصی منتقل شده بود. Armchair Empire اظهار داشت که وقتی اتفاقات زیادی روی صفحه نمایش می‌افتد، سرعت بازی کاهش می‌یابد.
صداپیشگی انگلیسی برای سریال که معمولاً به عنوان ضعیف مورد انتقاد قرار می‌گیرد، در DW4 باقی مانده‌است. صداپیشگان انگلیسی سری Dynasty Warriors از تلفظ‌های انگلیسی ساده برای نام‌های پینیین رمانتیک شخصیت‌ها و مکان‌ها استفاده می‌کند. نتایج معمولاً با تلفظ نادرست انگلیسی متن اصلی چینی، خطاهایی در گفتگو ایجاد می‌کنند.

## نسخه‌ها و بسته‌ها
Dynasty Warriors 4 دو نسخه الحاقی و یک نسخه مجدد داشته‌است. اولین مورد Dynasty Warriors 4 Xtreme Legends بود و گزینه‌ها و حالت‌های گیم‌پلی جدیدی به آن اضافه شد. دومی Dynasty Warriors 4 Empires بود که حالت استراتژی گیم پلی را به نسخه اصلی اضافه کرد. سومی Dynasty Warriors 4 Hyper پورت شده مایکروسافت ویندوز است.

#### Dynasty Warriors 4: Xtreme Legends
Dynasty Warriors 4: Xtreme Legends یک نسخه الحاقی PlayStation 2 Dynasty Warriors 4 است که توسط Omega Force توسعه یافته و توسط Koei منتشر شده‌است. این بسط در ۴ نوامبر ۲۰۰۳ در اروپا و ایالات متحده منتشر شد.
این بسط، سطوح دشواری جدیدی («مبتدی» و «کارشناس») و حالت‌های جدید بازی (حالت‌های «چالش آرنا» و «افسانه») را اضافه می‌کند. در «حالت چالش آرنا»، بازیکن می‌تواند در مقابل حریفان مختلف دوئل‌های تک به تک انجام دهد که در صورت پیروزی به آنها پاداش داده می‌شود. «حالت افسانه‌ای» جدید به مهارت‌های فردی هر جنگجو در درون Dynasty Warriors می‌پردازد. به سلاح‌های منفرد این امکان داده می‌شود که یازدهمین حالت تکامل یافته را داشته باشند و آمار سلاح را بیشتر افزایش دهد. با توجه به تأکید زیاد در سیستم دوئل در این بسط، گاهی اوقات به عنوان یک بازی انفرادی خود - جدا از Dynasty Warriors 4 اصلی دیده می‌شود.

#### Dynasty Warriors 4: Empires
Dynasty Warriors 4: Empires دومین بسته از Dynasty Warriors 4 است که به‌طور انحصاری برای پلی استیشن ۲ در ۳۱ اوت ۲۰۰۴ در ایالات متحده و اروپا منتشر شد. ۳۶] این بازی یک حالت استراتژی جدید به نام «حالت امپراتوری» اضافه می‌کند که بر اساس سری رمانتیک سه پادشاهی ساخته شده‌است. با این حال، گیم پلی بازی در هنگام حمله یا دفاع در برابر نیروهای مخالف، دقیقاً مشابه Dynasty Warriors 4 اصلی است. هدف اصلی در حالت امپراتوری تسخیر زمین برای شکست بازی، با حمله و تسخیر تمام مناطق و قلمروهای چین است. . علاوه بر این، صداهای ژاپنی به نسخه PS2 Dynasty Warriors 4 Empires برای نسخه آمریکایی اضافه شد.
در «حالت امپراتوری»، بازیکن می‌تواند برای نیروهای خود یک خط‌کش به همراه دو ژنرال اصلی انتخاب کند. سه ستوان کوچک نیز می‌توانند برای پشتیبانی انتخاب شوند. در نبرد، اسارت افسران دشمن با پایین آوردن روحیه آنها و شکست دادن آنها امکان‌پذیر است. اگر در پایان نبرد، بازیکن پیروز شد، می‌توان افسر اسیر شده را استخدام کرد یا در غیر این صورت، آنها را آزاد کرد. قبل از هر نبرد، به بازیکن حق انتخاب استفاده از «تاکتیک‌های سیاسی» داده می‌شود، مانند افزایش یا کاهش محدودیت زمانی نبردها یا جلوگیری از رسیدن نیروهای کمکی دشمن در طول نبردها. بازیکن همچنین می‌تواند اتحاد با نیروهای دیگر را تضمین کند. این اتحادها می‌توانند نحوه پیشرفت بازی را تغییر دهند، مانند درخواست کمک از نیروهای متحد در برابر نیروهای مخالف. با این حال، این اتحادها فقط برای مدت زمان معینی که توسط تاکتیک مورد استفاده تعیین می‌شود، دوام می‌آورند. همچنین یک «حالت آرشیو» وجود دارد که حرکات و صدای افسران را نشان می‌دهد. گالری از آثار هنری شخصیت‌ها و فیلم‌های بازی نیز در حالت آرشیو ارائه شده‌است.

#### Dynasty Warriors 4: Hyper
نسخه رایانه شخصی بازی میزبان چندین ویژگی انحصاری است، مانند گرافیک بهبود یافته، گزینه‌های وضوح بالاتر، کاراکترهای بیشتر روی صفحه، بهبود فاصله قرعه کشی، دیالوگ اختیاری ژاپنی و هوش مصنوعی بهبود یافته دشمن. با این حال، حاوی محتوای اضافی Dynasty Warriors 4: Xtreme Legends نیست.